# Amézaga de Zuya
Amézaga de Zuya (oficialmente Ametzaga Zuia) es un concejo del municipio de Zuya, en la provincia de Álava, País Vasco (España).

## Despoblado
Forma parte del concejo el despoblado de:
- Urrechua.[1]

## Historia
Constituía un lugar de señorío del valle y hermandad de Zuya, rigiéndose con el mismo gobierno y justicia ordinaria común al valle. En 1730, fray Miguel de la Huerta fundó la Cofradía del Santo Rosario en la localidad, en la cual llegaron a existir las ermitas de la Concepción y de Santa Bárbara. Eclesiásticamente, dependió de la Diócesis de Calahorra hasta 1861, año en que se creó la Diócesis de Vitoria, pasando a depender de la misma.

## Demografía
| Gráfica de evolución demográfica de Amézaga de Zuya entre 2000 y 2019 |
|                                                                       |
| Población de derecho según los censos de población del INE.           |

## Monumentos
- Iglesia parroquial de San Andrés. De fábrica tardo-gótica en su origen, fue restaurada en los siglos XIX y XX. Alberga un retablo mayor barroco, rococó, de finales del siglo XVIII, adoptando la forma de cascarón y estructura propia del llamado "orden gigante".[4]

## Fiestas
- 30 de noviembre (San Andrés).

## Personajes ilustres

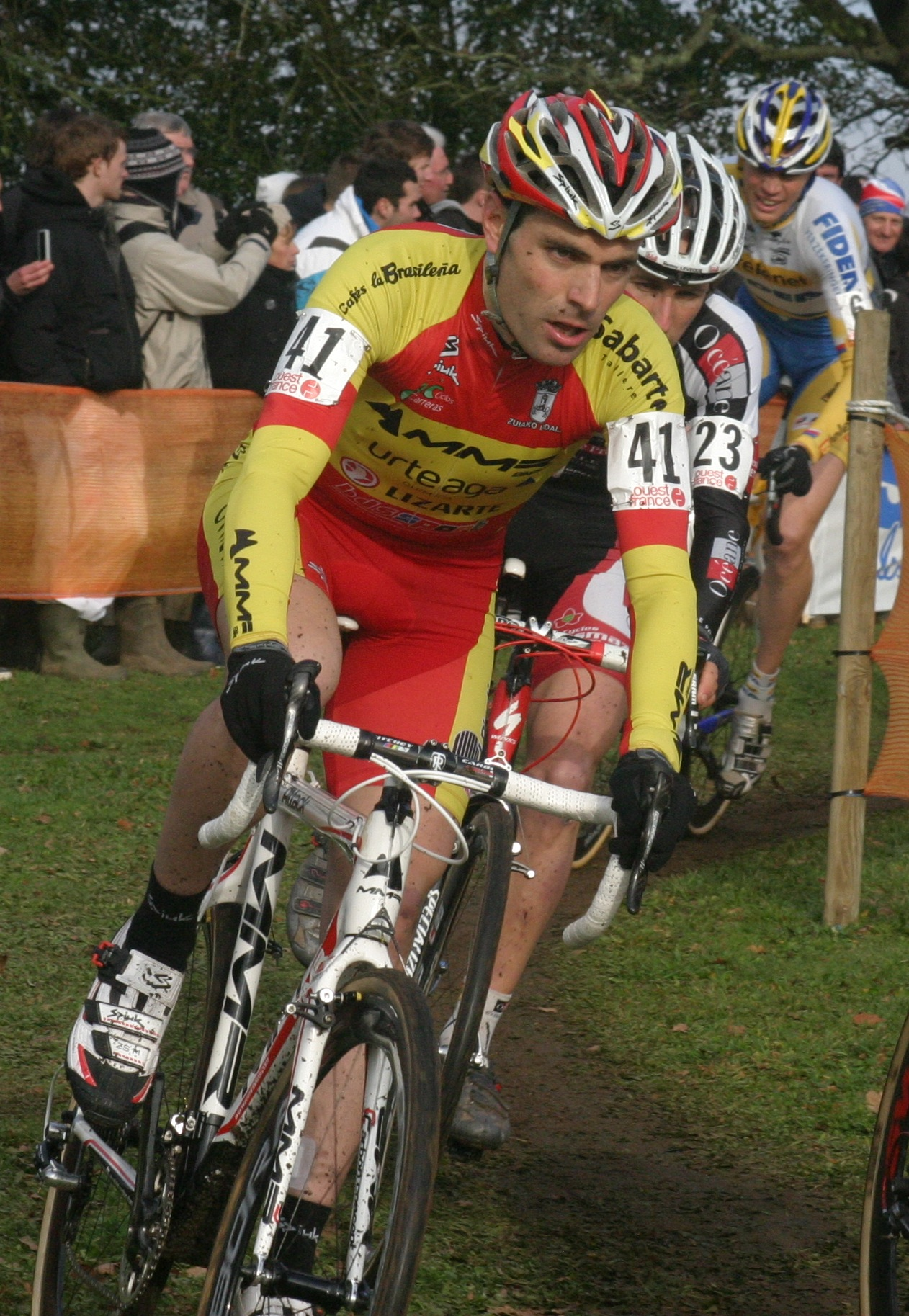
Javier Ruiz de Larrinaga

- Javier Ruiz de Larrinaga (Amézaga de Zuya, 1979). Ciclista, cinco veces campeón de España de ciclocrós.
- Jesús Ignacio Ibáñez Loyo (Amézaga de Zuya, 1960). Exciclista, campeón de España de ciclismo en ruta en 1984.